# ちっち
ちっちは、日本の女性歌手。アダルトゲーム制作ブランドの「オーガスト」が提供するゲーム中で主題歌等を担当しており、August専属音楽クリエイトチームであるActive Planetsとの共作が多い。

## 略歴
国立音楽大学声楽科を卒業後、「チェリーズ」「ホワイトスピリッツ」「ソールディーズ」「ジャスミン」等の音楽グループでボーカルやコーラスを務める。2002年に結成したピアノとのユニット「リリカル茶」にて第2回吉祥寺音楽祭グランプリ受賞。2005年に開始されたFM西東京「リリカル茶の茶柱 スピリット」ではレギュラーパーソナリティーを務めた。2006年にはリリカル茶として打ち水大作戦2006の公式テーマ曲「ゆかたにじんで夏の空」、「打ち水音頭」（2006バージョン）を担当、2009年発売のPlayStation 2版『夜明け前より瑠璃色な-Brighter than dawning blue-』で挿入歌やイメージソングを担当したことをきっかけにAugust関連楽曲を多数担当する。

## 楽曲
- brilliant azure（夜明け前より瑠璃色な -Brighter than dawning blue- OPテーマ）
- 下弦の月 ～生まれ出づる明日～(夜明け前より瑠璃色な -Brighter than dawning blue- 挿入歌)
- brilliant azure ～Special Narrow～（Active Planet 1st Album "AMASIA"収録）
- ひとしずく（FORTUNE ARTERIAL EDテーマ）
- ひとしずく ～Supremacy～（Active Planet 1st Album "AMASIA"収録）
- クリスタライズ（夜明け前より瑠璃色な -Moonlight Cradle- エンディングテーマ）
- Luminous ～終わらない物語～（夜明け前より瑠璃色な -Moonlight Cradle- サウンドトラック "Future Passport"収録）
- Cruising in my heart (遊撃警艦パトベセル EDテーマ)